# Sphingomorpha
Sphingomorpha is een geslacht van vlinders van de familie spinneruilen (Erebidae), uit de onderfamilie Calpinae.

## Soorten
- S. chlorea (Cramer, 1777)
- S. hemia Guenée, 1852
- S. marshalli Hampson, 1902